# 30 Leonis Minoris
30 Leonis Minoris là một ngôi sao đơn trong chòm sao phương bắc Tiểu Sư. Nó có thể nhìn thấy bằng mắt thường như một điểm sáng mờ nhạt, trắng sáng với cấp sao biểu kiến là 4,72. Khoảng cách đến ngôi sao này, theo ước tính từ các phép đo thị sai, là 233 năm ánh sáng. Ngôi sao này đang trôi dạt khỏi Trái Đất với vận tốc xuyên tâm hướng nhật tâm là +13,7 km/s.
Thiên thể này đã được xếp vào danh lục như một sao Am, được Abt và Morrell (1995) xếp phân loại sao là kF0hF2mF2. Ký hiệu này cho thấy vạch quang phổ calci K phù hợp với một ngôi sao F0, trong khi các vạch hấp thụ hydro và kim loại phù hợp với một ngôi sao F2. Tuy nhiên, Gray cùng cộng sự (2001) đã gán cho nó vào lớp A9IIIa, phù hợp với một sao khổng lồ loại A.
30 Leonis Minoris có khối lượng gấp 2,3 lần khối lượng Mặt Trời và có bán kính gấp 4,2 lần bán kính Mặt Trời. Nó có tốc độ quay vừa phải, cho thấy tốc độ tự quay dự kiến là 34 km/s. Ngôi sao đang phát xạ gấp 58 lần độ sáng của Mặt Trời từ không gian quang quyển của nó ở nhiệt độ hiệu dụng 7.292 K.